# انتونی ویدال (بازیکن فوتبال)
انتونی ویدال (انگلیسی: Antonio Vidal; ۲۵ مارس ۱۹۲۳ – ۱۹ آوریل ۱۹۹۹) بازیکن فوتبال اهل اسپانیا بود.
از باشگاه‌هایی که در آن بازی کرده‌است می‌توان به باشگاه فوتبال هرکولس، باشگاه فوتبال الچه، و باشگاه فوتبال اتلتیکو مادرید اشاره کرد.